# Museu Memorial do Holocausto dos Estados Unidos
O Museu Estadunidense Memorial do Holocausto (USHMM), (em inglês:  United States Holocaust Memorial Museum), dos Estados Unidos é o viva memória do sobreviventes e vítimas do Holocausto. Adjacente ao National Mall em Washington, D.C., o USHMM é dedicado para ajudar líderes e cidadãos do mundo para enfrentar o ódio, a prevenção genocídio, a promoção da dignidade humana, e fortalecer a democracia.
Em 1980, o Congresso dos Estados Unidos autorizou a criação do Museu baseada no relatório de 1979, o Presidente da Comissão do Holocausto criado por Jimmy Carter. Com o apoio do Miles Lerman, o Museu levantou aproximadamente US $190 milhões de dólares para a construção do Museu e aquisição de artefatos. O Museu edifício foi desenhado por James Ingo Freed (um judeu sobrevivente da Alemanha Nazista), de Pei, Cobb, Freed & Partners. Além disso, Maurice N. Finegold de Alexander Finegold + Associates Inc foi um arquitecto consulta sobre o projeto. Embora o exterior do edifício é monumental com linhas limpas, em consonância com os grandes edifícios governamentais, no contexto imediato, o interior foi concebido para provocar mais íntimo e visceral respostas.
Desde a sua dedicação, em 1993, o Museu tem recebido quase 30 milhões de visitantes, incluindo mais de 8 milhões de crianças em idade escolar e 85 chefes de Estado. Hoje 90 por cento dos visitantes do museu não são judeus, e seu site, o líder mundial em linha autoridade sobre o Holocausto, recebeu 15 milhões de visitas em 2006 de uma média diária de 100 países diferentes.

## Recolha

### Exposição Permanente

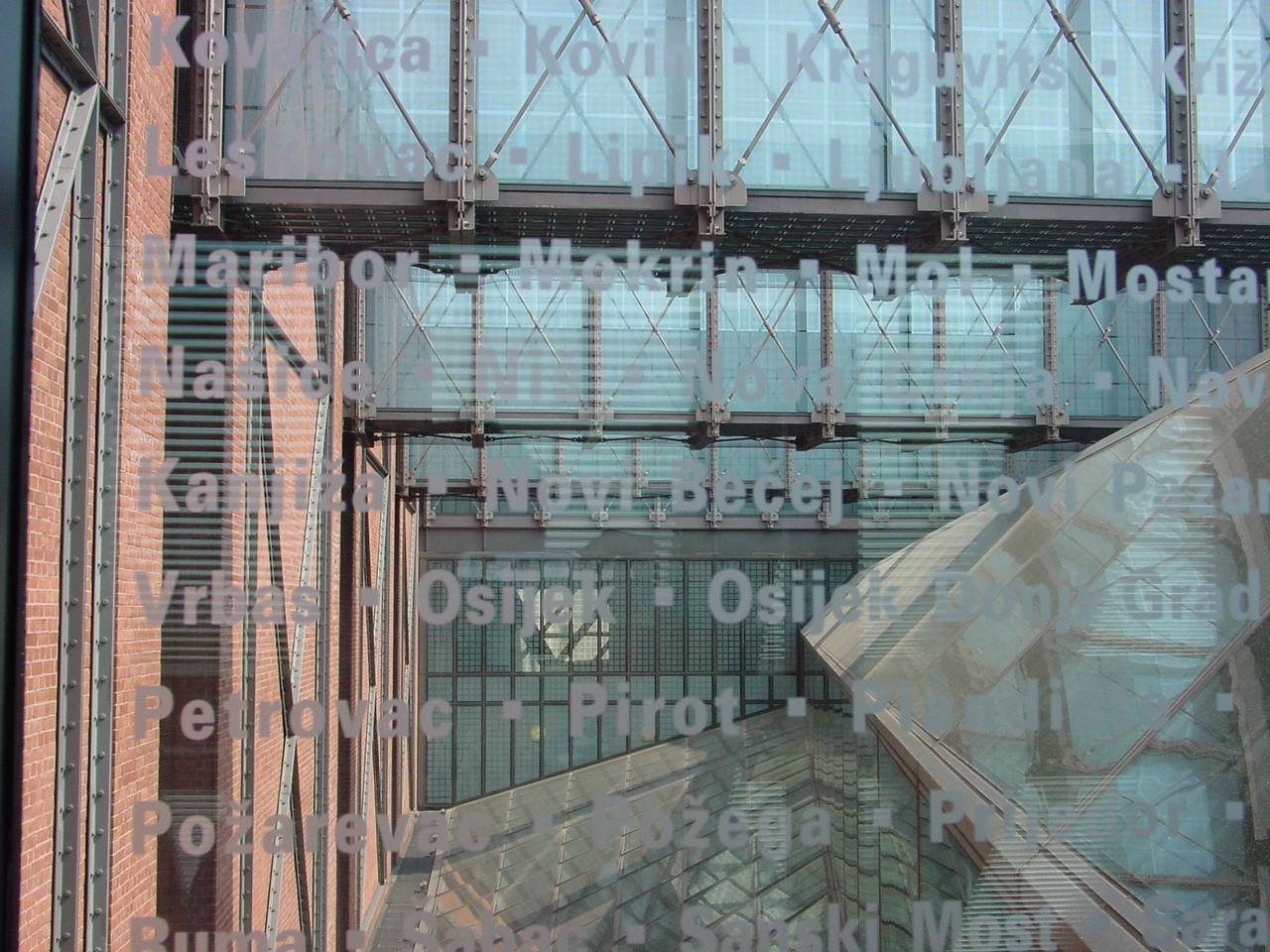
Interior dos Museu Estadunidense Memorial do Holocausto.

O Exposição Permanente da USHMM ocupa a maioria do espaço do Museu, que começa no quarto piso e terminando no segundo andar. É uma história cronológica do Holocausto através de mais de 900 artefatos, 70 monitores vídeo, e quatro salas que incluem filmes históricos e testemunhos. O quarto piso abrange os anos 1933 a 1940, incidindo sobre a exclusão dos judeus da sociedade europeia para o acúmulo com a Segunda Guerra Mundial, com a invasão de Polónia por nazistas Alemanha. O terceiro piso abrange os anos 1940 a 1945 enfocando o Solução Final - em particular a concentração campos nazis campos, campos do extermínio, e guetos na Europa ocupada. O segundo andar incide sobre resistência judaica sob o regime nazista, resgate, libertação, e anos do pós-guerra. Ao final da exposição é um testemunho do filme sobreviventes do Holocausto, que é executado continuamente. A maioria dos visitantes passam pela primeira vez uma média de duas a três horas neste auto-guiadas exibição e é recomendado para os visitantes 11 anos de idade e mais velhos.

#### Torre de Rostos
O Torre de Rostos faz parte da exposição permanente do Museu. Faz uma torre dentro de três andares do edifício, e está alinhada com cerca de um milhar de fotografias da vida quotidiana antes do Holocausto na pequena shtetl (aldeia) da Eišiškės, Lituânia. Existem fotografias de grupos familiares, casamentos, piqueniques, festas de natação, eventos esportivos, festas, jardinagem, ciclismo e outros aspectos da vida quotidiana. Antes da guerra, a população do shtetl foi cerca de 3.500, quase todos os judeus. Em Setembro de 1941, o alemão SS, assistida pelo auxiliares lituanos, arredondado o povo do shtetl, juntamente com cerca de mil judeus da área circundante, sistematicamente e matou todos eles.

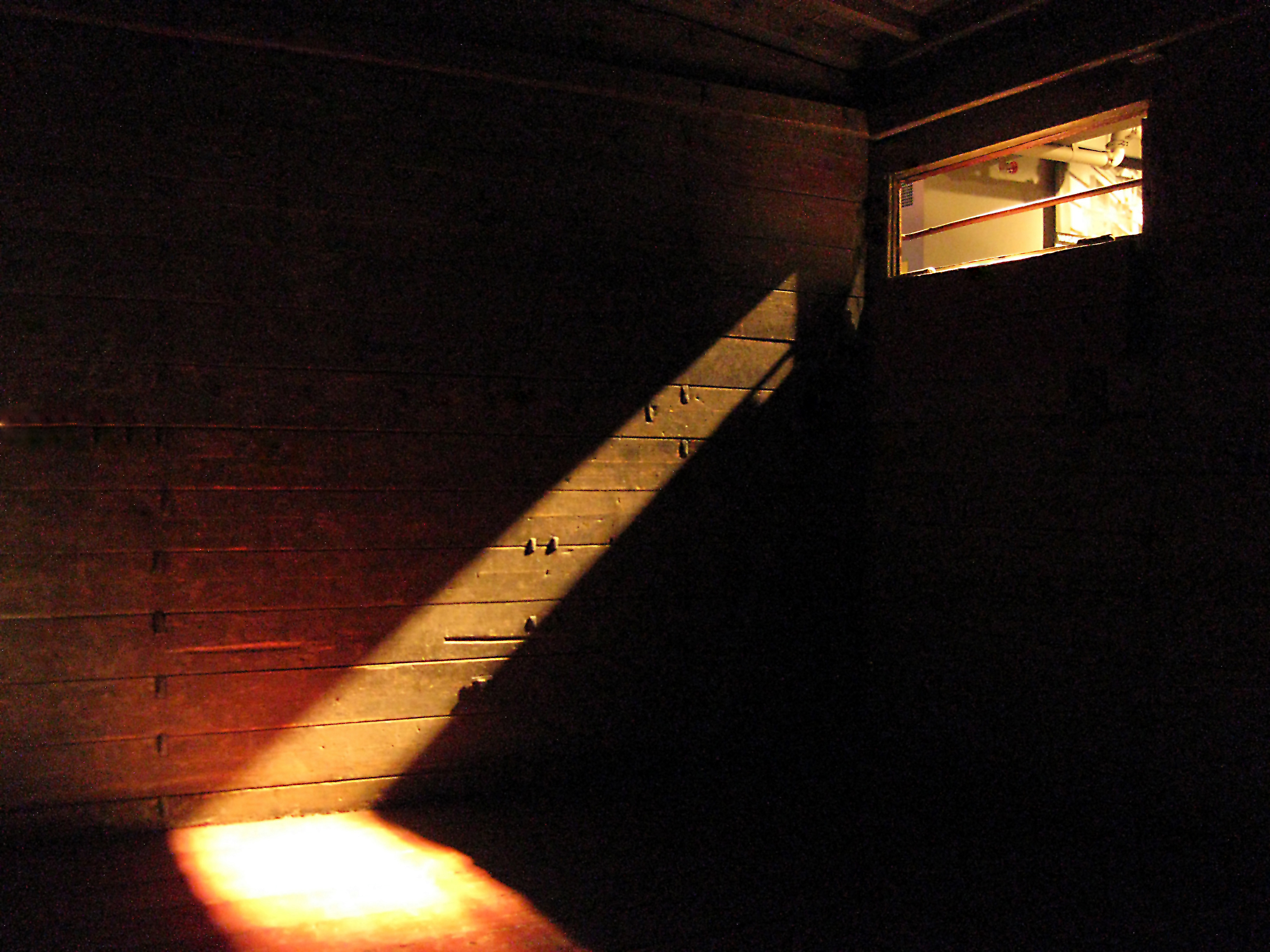
Réplica de uma Holocausto comboio boxcar usado pelo Alemanha nazista para transporte de judeus e outros durante o Holocausto.

As fotografias foram tiradas por Yitzhak Uri Katz e seus associados. Eles fazem parte do Collecio Yaffa Eliach Shtetl. Eliach viveu em Eišiškės como uma criança pequena, e é a neta de Yitzhak Uri Katz.

#### Cartões de identificação
Antes de entrar na exposição permanente, o visitante recebe um cartão de identificação, que explica a história de uma sobrevivente o vítima do Holocausto. O Museu considera uma sobrevivente o vítima do Holocausto qualquer pessoa, judeu ou não-judeus, que foram deslocadas, perseguido ou discriminado por razões políticas, sociais, raciais, religiosas, étnicas e motivos pelos nazistas e seus colaboradores entre 1933 e 1945. Ex-prisioneiros de campos de concentração, guetos e prisões também estão incluídas, juntamente com refugiados e as pessoas sob escondido durante este período.
Para entrar na exposição permanente entre Março e Agosto, os visitantes devem adquirir um passe livre cronometradas, que estão disponíveis a partir do museu no dia da visita ou on-line para uma taxa de serviço.

### Lembre-se das Crianças: Historia do Daniel
Devido às fortes imagens na exposição permanente, o USHMM tem uma exposição sobre o Holocausto especial para as crianças. Lembre-se das Crianças: História do Daniel apresenta a história de Daniel, uma criança com base em uma verdadeira coleção de histórias sobre as crianças durante o Holocausto. História do Daniel foi inaugurado em 1993, mas devido à sua popularidade entre as famílias, ainda está aberta ao público.

### Hall da Memória

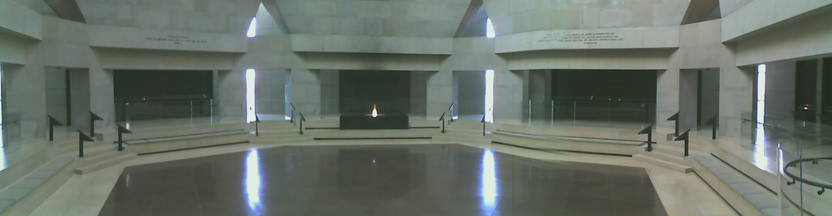
Vista panorâmica do Salão da Memória.

O Hall of Memoria é o memorial oficial para as vítimas e sobreviventes do Holocausto no Museu. É possível à luz de velas, em memória das vítimas do evento, nesta sala, e é o lugar que dignitários visita quando vêm para o Museu.

### Exposições temporárias
O USHMM rotativa tem inúmeras exposições abertas ao público que tratam de vários temas, incluindo, mas não se limitando a, antissemitismo, a genocídio em Darfur, e propaganda nazista.

## Divulgação

### Enciclopédia do Holocausto
Em seu website, o Museu publica o Enciclopédia do Holocausto, uma enciclopédia online multilíngue especificando os eventos em torno do Holocausto. É publicada no inglês, francês, espanhol, russa, turca, árabe, persa, urdu, grega, e mandarim. A enciclopédia inclui milhares de entradas e inclui cópias do cartão de identificação perfis que um visitante recebe ao visitar a exposição permanente.

### Viajando exposições
O USHMM também tem exposições de viajar para as comunidades em todo os mundo. Desde a mais pequena cidade para a maior cidade, é possível solicitar a acolher exposições e criado pelos Museu Estadunidense Memorial do Holocausto. Existem vários temas para escolher, incluindo "O nazi Olimpíadas: Berlim 1936", "Perseguição nazis de homossexuais", e outros dependendo do que uma comunidade desejos.

### Secretaria sobreviventes do Holocausto
O museu também inclui o Registro do Sobreviventes do Holocausto Benjamin e Vladka Meed, uma das maiores registros do mundo do sobrevivente do Holocausto. El base de dados contém atualmente mais de 196.000 nomes dos sobreviventes e suas famílias em todo o mundo. Esta base de dados pode ser acessado no Museu e organização parceira do Museu mundial. O USHMM continua à procura de sobreviventes em todo o mundo. O registo tem o nome de Benjamin e Vladka Meed, fundador da Reunião Estadunidense do Sobreviventes do Holocausto Judeu e Os Seus Descendentes.

### Tecnologia
O Museu acredita que a proximidade tecnológica é um aspecto importante a Holocausto educação e à prevenção do genocídio. O USHMM tem uma parceria com a Apple Inc. para publicar podcasts livres em iTunes sobre o Holocausto, o antissemitismo, genocídio e prevenção. Os Museu Estadunidense Memorial do Holocausto também tem o seu próprio canal de YouTube, que fornece gratuitamente vídeos para os telespectadores, a sua própria conta oficial em Facebook, uma página no Twitter, e está disposta a fornecer e - mail atualizações para aqueles que estão aprendendo sobre o Holocausto e direitos humanos violações no mundo de hoje.
O Iniciativa de Mapeamento de Prevenção do Genocídio é uma colaboração entre a USHMM e Google Earth. Pretende-se recolher, partilhar e apresentar visualmente para o mundo informações críticas sobre as novas crises que podem levar ao genocídio ou relacionados com crimes contra a humanidade. Embora esta iniciativa centra-se na Conflito en Darfur, o Museu pretende alargar o seu âmbito a todas as violações dos direitos humanos. O USHMM pretende construir uma interativo "mapa global do crise", uma nova ferramenta para compartilhar e entender informação rapidamente, para "ver a situação" ao lidar com as violações dos direitos humanos, permitindo uma prevenção mais eficaz e de resposta por parte do mundo.

## Pesquisa

### Centro de Estudos Avançados Holocausto
O Centro de Estudos Avançados Holocausto (CAHS), criado em 1998, é uma das instituições principais de estudo e publicação do mundo em termos de investigação e educação Holocausto. Juntamente com Oxford University Press, o CAHS publica "Estudos do Holocausto e Genocídio", uma revista sobre estudos acadêmicos do Holocausto. O Centro também recolhe e preserva materiais arquivísticos relacionadas com Holocausto anteriormente imperscrutável, bolseiros patrocinadores para ajudar a preparar material para publicação, e oferece oficinas para professores na faculdade e na universidade, para aprender a ensinar sobre o Holocausto. O Centro Acadêmico da programas da visita, iniciativas de investigação, programas da recolha arquivística, seminários para professores, oficinas de investigação, publicações, simpósios e outras atividades fizeram os Museu Estadunidense Memorial do Holocausto um dos principais locais do mundo para estudar o Holocausto.

### Comissão da Consciência
O Museu alberga os escritórios do Comissão da Consciência (CoC), um conjunto d governo federal dos Estados Unidos da América e reflexão privado que, por mandato presidencial dedicar à investigação dos direitos humanos em todas as áreas do mundo. Usando a Convenção sobre a Prevenção e Punição do Crime de Genocídio, aprovada pela ONU em 1948 e ratificado pelos Estados Unidos em 1988, o Comité de Consciência recentemente estabeleceu-se como um líder não-partidária comentarista sobre a Genocídio do Darfur na nação de Sudão, bem como sobre a guerra-rasgadas região de Chechénia na Rússia, uma zona que o Comité considera que tem capacidade para produzir atrocidades genocidas. No entanto, a comissão não tem poderes de decisão política, e serve apenas como uma instituição consultiva ao governo dos Estados Unidos e os de outras nações que procuram seus serviços.

### Força Tarefa para a Cooperação Internacional
O Força Tarefa para a Cooperação Internacional sobre Educação, Memória e Pesquisa do Holocausto é uma organização constituída por representantes dos governos, bem como governamentais e organizações não-governamentais em todo o mundo, baseado na tentativa de unificar museus e organizações do Holocausto. Sua finalidade é compartilhar arquivos e ajudar a difundir o conhecimento que cada organização tem, criando um sistema integrado, rede de informação globalizada. Atualmente, a força tarefa é composta por vinte e seis países membros: Argentina, Áustria, Bélgica, Croácia, República Checa, Dinamarca, Estónia, França, Alemanha, Grécia, Hungria, Israel, Itália, Letônia, Lituânia, Luxemburgo, Países Baixos, Noruega, Polônia, Romênia, Eslováquia, Espanha, Suécia, Suíça, Reino Unido, e os Estados Unidos e está procurando por mais governos a aderir.

## Incidentes
No terror enredo Branco supremacist de 2002, um grupo de supremacists Branco, foram condenados a bomba de planejamento uma série de instituições associadas a negros e comunidades judaicas, incluindo o Holocaust Memorial Museum dos Estados Unidos.

### Tiro emHolocaust Museum
Em 10 de junho de 2009, um pistoleiro solitário disparou no museu em um guarda de segurança, Stephen Tyrone Johns. Johns e o pistoleiro foram gravemente feridos e foram transportados por ambulância para o Hospital do Universidade George Washington, o centro do trauma mais próximo ao museu, que está situado perto de muitos marcos proeminentes. Johns morreu por conta de seus ferimentos, no hospital. O alegado atirador, depois de ter sido filmado pelo pessoal de segurança, foi identificado como James von Brunn de 88 anos, um racista branco, com uma conhecida história penal.

## Pesquisas adicionais
- Berenbaum, Michael,The World Deve Saber: A história do Holocausto segundo o Museu Memorial dos  Estados Unidos, Little, Brown e Company, Boston-Nova Iorque-Londres 1993.
- Freed, James Ingo, "O Museu Memorial dos  Estados Unidos ", Assemblage 9,  Junho de 1989, 58-79.
- Ochsner, Jeffrey Karl, "Entender o Holocausto mediante o Museu Memorial do Holocausto dos Estados Unidos",JAE: Journal of Architectural Education 48 (Maio de 1995), 240-249.
- Sorkin, Michael, "The Holocaust Museum: Entre Beleza e Horror", Progressive Architecture 74 (Fevereiro de 1993).
- Young, James E.,A textura da Memória: Holocausto Memorials e Significado, Yale University Press, New Haven e Londres 1993.